# アルタ (ジブチ)
アルタ（フランス語: Arta、アラビア語: عرته）は、ジブチの都市。アルタ州の州都であり、ジブチで6番目に大きな都市である。人口11,221人（2024年）。アルタはアルタ山地に位置し、標高は755mである。標高が高いためジブチ国内では穏やかな気候で知られている。アルタは首都ジブチ市の南西35㎞に位置する。
アルタは古くからの町であり、イファト・スルタン国とアダル・スルタン国の支配を受けたのち、20世紀初頭にフランス領ソマリランドの一部となった。1942年には英国が侵攻し、700人のイギリス軍と自由フランス軍が町を支配した。1946年にフランス統治下に戻ると、新たな居住地の開発が行われた。乾燥して海岸部よりは涼しい気候から、フランス人やジブチ市民の夏の居住地ともなっていた。2000年には、ソマリア内戦を終結させソマリア暫定政府を設立するための和平交渉がアルタで行われた。
アルタは周辺都市とはジブチ国道4号で結ばれている。ジブチ市とアルタの間にはバスが走っており、およそ30分で両都市を結んでいる。
| アルタの気候             | アルタの気候 | アルタの気候 | アルタの気候 | アルタの気候 | アルタの気候 | アルタの気候 | アルタの気候 | アルタの気候 | アルタの気候 | アルタの気候 | アルタの気候 | アルタの気候 | アルタの気候  |
| 月                       | 1月          | 2月          | 3月          | 4月          | 5月          | 6月          | 7月          | 8月          | 9月          | 10月         | 11月         | 12月         | 年            |
| ------------------------ | ------------ | ------------ | ------------ | ------------ | ------------ | ------------ | ------------ | ------------ | ------------ | ------------ | ------------ | ------------ | ------------- |
| 平均最高気温 °C （°F）   | 20.0 (68)    | 20.6 (69.1)  | 22.3 (72.1)  | 24.8 (76.6)  | 28.5 (83.3)  | 32.5 (90.5)  | 31.8 (89.2)  | 31.1 (88)    | 30.1 (86.2)  | 25.3 (77.5)  | 22.4 (72.3)  | 20.7 (69.3)  | 25.84 (78.51) |
| 平均最低気温 °C （°F）   | 15.0 (59)    | 17.3 (63.1)  | 18.5 (65.3)  | 19.7 (67.5)  | 20.1 (68.2)  | 22.6 (72.7)  | 20.3 (68.5)  | 20.4 (68.7)  | 19.8 (67.6)  | 18.5 (65.3)  | 17.3 (63.1)  | 16.0 (60.8)  | 18.79 (65.82) |
| 雨量 mm （inch）         | 30 (1.18)    | 27 (1.06)    | 26 (1.02)    | 30 (1.18)    | 16 (0.63)    | 0 (0)        | 9 (0.35)     | 20 (0.79)    | 10 (0.39)    | 12 (0.47)    | 43 (1.69)    | 12 (0.47)    | 235 (9.23)    |
| 出典：Levoyageur Weather |              |              |              |              |              |              |              |              |              |              |              |              |               |